# شهرستان کویتزالتنانگو
شهرستان کتسالتنانگو (به اسپانیایی: Quetzaltenango Department) یک شهرستان در گواتمالا است که در Quetzaltenango واقع شده‌است.

## خصوصیات
شهرستان کتسالتنانگو ۶۲۴٬۷۱۶ نفر جمعیت دارد و ۲٬۳۳۳ متر بالاتر از سطح دریا واقع شده‌است.